# 司經局
司經局，中國古代朝廷的中央政府轄下機構之一。在清朝，此機構為掌經籍、典制、圖書、公文的印刷與收藏。通常設滿漢洗馬各一，漢者也兼翰林院編修。清初，為了滿文、漢文的校對翻譯，還設漢正字二人，掌繕寫講章。1910年代清朝滅亡後，該機構被廢除。